# Корнеев, Дмитрий Николаевич
Дми́трий Никола́евич Корне́ев (род. 4 июля 1934, Пенза, Средневолжский край) — советский футболист (нападающий) и тренер. Мастер спорта СССР (1962).

## Карьера

### Игрока
С 1955 по 1961 год играл за «Беларусь», носившую в те годы в том числе и название «Спартак». В составе минского клуба дебютировал в высшей лиге СССР, где сыграл в сезоне 1955 года 2 матча. Всего в чемпионатах и первенстве провёл за это время 132 встречи и забил 29 голов. Кроме того, сыграл 4 матча в розыгрышах Кубка СССР. В 1956 году стал вместе с командой победителем Класса «Б» СССР.
Сезон 1962 года провёл в краснодарском «Спартак», в 26 встречах забил 10 мячей, стал победителем Класса «Б» и чемпионом РСФСР, и ещё получил звание мастера спорта. В 1963 году играл за гомельский «Локомотив», в 28 поединках первенства отметился 1 голом, и ещё 1 матч провёл в Кубке СССР. В сезоне 1964 года выступал за нальчикский «Спартак». В 1965 году защищал цвета ижевского «Зенита».

### Тренера
В 1979 году работал главным тренером череповецкого «Строителя».

## Достижения
- Победитель Класса «Б» СССР: 1956, 1962
- Чемпион РСФСР: 1962